# دارکوب شکم‌نواری
دارکوب شکم‌نواری (نام علمی: Veniliornis nigriceps) گونه‌ای از پرندگان در زیرتیرهٔ Picinae از خانواده دارکوبان (Picidae) است که در بولیوی، کلمبیا، اکوادور و پرو یافت می‌شود.
دارکوب شکم‌نواری در همهٔ سال ساکن است. هیچ جابجایی ارتفاعی ثبت نشده است.